# قايدو جونغ
قايدو جونغ (بالإيطالية: Guido Jung)‏ هو رائد أعمال وسياسي إيطالي، ولد في 2 فبراير 1876 في باليرمو في إيطاليا، وتوفي بنفس المكان في 25 ديسمبر 1949 بسبب مرض. حزبياً، نشط في الحزب الوطني الفاشي.

## مناصب
- انتخب member of the Chamber of Deputies of the Kingdom of Italy ‏.
- انتخب minister of Trade and Currencies of the Kingdom of Italy ‏ (24 فبراير 1944 – 22 أبريل 1944).
- انتخب minister of Finance and Treasury of the Kingdom of Italy ‏ (11 فبراير 1944 – 22 أبريل 1944).
- انتخب minister of Finance and Treasury of the Kingdom of Italy ‏ (20 يوليو 1932 – 24 يناير 1935).